# 安德魯·霍格
安德魯·霍格（1985年3月2日—）是一位馬耳他足球運動員。在場上的位置是守門員。他現在效力於希臘足球甲級聯賽球隊卡洛尼足球俱樂部。他也代表馬耳他國家足球隊參賽。